# شهرستان نرماشیر
شهرستان نرماشیر یکی از شهرستان‌های استان کرمان ایران است. مرکز این شهرستان، شهر نرماشیر است.
این شهرستان در تاریخ ۲۱ آذر ۱۳۸۹ از شهرستان بم جدا شد و مستقل گردید.

## موقعیت جغرافیایی
شهرستان نرماشیر از شمال با شهرستان کرمان، از شرق تا جنوب شرقی با شهرستان فهرج، از جنوب با شهرستان گنبکی و از جنوب غربی تا غرب با شهرستان بم همسایه است.

## تقسیمات کشوری
شهرستان نرماشیر شامل ۲ بخش،۴ دهستان و ۲ شهر به شرح زیر است:

### شهرستان نرماشیر
| بخش   | مرکز بخش | جمعیت بخش ۱۳۹۵ | نام دهستان | مرکز دهستان | جمعیت دهستان ۱۳۹۵ | شهر     | جمعیت شهر ۱۳۹۵ |
| ----- | -------- | -------------- | ---------- | ----------- | ----------------- | ------- | -------------- |
| مرکزی | نرماشیر  | ۳۹٬۸۴۵ نفر     | عزیزآباد   | ده وسط      | ۲۰٬۲۲۶ نفر        | نرماشیر | ۵٬۲۲۲ نفر      |
| مرکزی | نرماشیر  | ۳۹٬۸۴۵ نفر     | پشت‌رود     | قاسم‌آباد    | ۱۴٬۳۹۷ نفر        | نرماشیر | ۵٬۲۲۲ نفر      |
| روداب | نظام‌شهر  | ۱۴٬۱۳۸ نفر     | روداب شرقی | نظام‌شهر     | ۶٬۴۸۷ نفر         | نظام‌شهر | ۲٬۴۲۶ نفر      |
| روداب | نظام‌شهر  | ۱۴٬۱۳۸ نفر     | مؤمن‌آباد   | مؤمن‌آباد    | ۵٬۲۲۵ نفر         | نظام‌شهر | ۲٬۴۲۶ نفر      |

## جمعیت
بر پایه سرشماری عمومی نفوس و مسکن در سال ۱۳۹۵، جمعیت شهرستان نرماشیر برابر با ۵۳٬۹۸۳ نفر بوده‌است.

## جاذبه‌های گردشگری
از جاذبه‌های گردشگری این شهرستان می‌توان به قلعه پیرماه شاه و قلعه شهید نرماشیر اشاره کرد.